# Sparganium englerianum
Sparganium englerianum är en kaveldunsväxtart som beskrevs av Karl Otto Robert Peter Paul Graebner. Sparganium englerianum ingår i släktet igelknoppar, och familjen kaveldunsväxter. Inga underarter finns listade i Catalogue of Life.